# Hispanija
Hispanija (latinsko Hiapania) je bilo rimsko ime Iberskega polotoka in njegovih provinc.
Pod Rimsko republiko je bila Hispanija razdeljena na provinci Hispania Citerior (Prednja Hispanija) in Hispania Ulterior (Zadnja Hispanija). V obdobju principata je bila  Hispania Ulterior razdeljena v novi provinci Betika in Luzitanija,  Hispania Citerior pa je bila preimenovana v Hispania Tarraconensis. Kasneje se je zahodni del Tarakonske Hispanije odcepil kot Hispania Nova in se  kasneje preimenoval v Kalecijo ali Gallaecijo (od tod ime Galicija). Po Dioklecijanovi uvedbi tetrarhije leta 284 se je južni del preostale Tarakonske Hispanije odcepil kot Kartaginenzis. Preostale kopenske hispanske province, Balearski otoki in severnoafriška provinca Tingiška Mavretanija so bile združene v civilno diocezo na čelu z vikarijem. Ime Hispanija se je obdržalo tudi v vizigotskem obdobju.
Iz imena Hispanija izhajata krajevni imeni Španija in Hispaniola.

## Etimologija
Izvor besede Hispanija je zelo sporen. Dokazi za različne špekulacije temeljijo v najboljšem primeru zgolj na podobnostih, ki so verjetno naključne, in sumljivih dokazih. Najpogosteje velja, da je beseda punskega izvora, se pravi iz jezika feničanskih kolonistov v Kartagini. Natančneje: lahko izhaja iz punske besede ī shāpān, sorodne hebrejski besedi ī shāfān (אׅי שָׁפָן), ki pomeni 'otok hiraksa', se pravi pečinarjev, za katere so zamenjali tamkajšnje zajce. Feničanščina/punščina in hebrejščina sta kanaanska jezika in zato tesno povezana. Na nekaj rimskih kovancih cesarja Hadrijana, rojenega v Hispaniji, sta upodobljena Hispanija in zajec. 
Beseda Hispanija izhaja morda tudi iz feničanske besede span, ki pomeni 'skrit', in bi lahko kazala na to, da je bila dežela skrita oziroma zelo oddaljena.
Predlagane so bile tudi druge, za lase privlečene, teorije. Izidor Seviljski je trdil, da je ime Hispanija iberskega porekla in izhaja z predrimskega imena Sevilje, Hispalis. Teorijo je oživil na primer etimolog Eric Partridge v svojem delu Origins. Ime Hispalis naj bi izhajalo iz starodavnega, domnevno iberskega ali keltskega korena *Hispa, katerega pomen se je izgubil. Ime Hispalis bi lahko izhajalo tudi iz grškega Heliopolis, ki pomeni "mesto sonca". 
Po sodobnih raziskavah Manuela Pellicerja Catalána ime izhaja iz feničanske besede spal -  'nižavje', zaradi česar so zgornje razlage Hispanije zelo malo verjetne. 
Rimski pisci so Hispanijo priložnostno imenovali tudi Hesperia ultima -  »najbolj odaljena zahodna dežela«. Enako ime so stari Grki uporabljali za italijanski polotok.
V 18. in 19. stoletju so jezuitski učenjaki, kot sta bila Larramendi in José Francisco de Isla, ime povezovali z baskovsko besedo  ezpain - 'ustnica', ki lahko pomeni tudi mejo ali rob, v tem pomenu najbolj oddaljeno deželo ali mesto.
V staroveških in srednjeveških knjižnih besedilih je izraz  Hispanija izhajal iz imena junaka z imenom Hispan, prvič omenjenega v besedilu rimskega zgodovinarja Gneja Pompeja Troga v  1. stoletju pr. n. št.
Čeprav je Hispanija latinska predhodnica sodobnega imena Španija, španske beseda Španec in Hispanik ter Španija in Hispanija niso enostavno zamenljive in odvisne od konteksta.
V sodobni zgodovini sta izraza Španija in španski postajala vedno bolj povezana samo s Kraljevino Španijo, čeprav je proces trajal več stoletij. Po združitvi osrednje polotoške kraljevine Kastilija z kraljevino Aragonijo leta 1492 pod katoliškim monarhom sta ostali samostojni samo Navarra in Portugalska. Navarra se je združeni kraljevini priključila leta 1512, Portugalska pa po več kot 400 letih samostojnosti in neodvisnosti leta 1580. V tem času je bil koncept Španije še vedno nespremenjen. Po obnovi neodvisnosti Portugalske leta 1640 se je koncept Španije začel spreminjati in začel uporabljati za cel Iberski polotok, razen za Portugalsko.

## Predrimska zgodovina
Iberski polotok je bil naseljen že v pradavnini, najprej z zgodnjimi hominidi, kot so Homo erectus, Homo heidelbergensis in Homo antecessor. V paleolitiku so na polotok prišli neandertalci, ki so se tja zatekli pred napredujočimi selitvami sodobnih ljudi. V 40. tisočletju pr. n. št., v času zgornjega paleolitika in zadnje ledene dobe, je prišlo do prvega velikega naseljevanja Evrope s sodobnimi ljudmi. Naseljenci so bili lovci-nabiralci iz step osrednje Azije. Ko je zadnja ledena doba v 30. tisočletju pr. n. št. dosegla svoj največji obseg, so se ti sodobni ljudje preko sedanje južne Francije umaknili na Iberski polotok. V naslednjem tisočletju so neandertalci izginili. Ljudje so se začeli ukvarjati tudi z umetnostjo, kakršno so odkrili v jami L'Arbreda in dolini Côa.
V mezolitiku, ki se je začel v 10. tisočletju pr. n. št., se je začela otoplitev. Življenjski pogoji so postali manj ostri kot v ledeni dobi. Prebivalci Iberskega polotoka, potomci kromanjoncev, so se začeli seliti in ponovno naselili celo zahodno Evropo. V severni Iberiji in južni Franciji se je pojavila azilska kultura, v dolini Tagusa pa mugeška kultura. 
V neolitiku so se v 5. tisočleju pr. n. št. v Iberiji zgodile velike spremembe. Razvilo se je kmetijstvo in evropska megalitska kultura, ki se je razširila po skoraj celem  kontinentu. Eno od njenih najstarejših in najpomembnejših središč je bila sedanja Portugalska. 
V bakreni dobi je v 1. tisočletju pr. n. št. prišel na Iberski polotok prvi val govorcev indoervropskih jezikov. V 7. in 5. stoletju pr. n. št. sta sledila valova priseljencev, ki bi jih lahko imeli za Kelte. V južni Iberiji so se pod vplivom feničanske kolonizacije sredozemske obale sčasoma razvile urbane kulture, kot na primer Tartessos. Močna konkurenca Feničanov so bili Grki. Ta dva procesa sta opredelila kulturno krajino Iberije - sredozemsko na jugovzhodu in celinsko na severozahodu.

## Jeziki
V rimskem obdobju, ki je trajalo 600 let,  je bil v Hispaniji uradni jezik latinščina. Do konca cesarstva okoli leta 460 so izginili vsi stari iberski jeziki, razen predhodnika sodobne baskovščine. Tudi po propadu cesarstva in prihodu Vizigotov in Svebov so skoraj vsi prebivalci še vedno govorili vulgarno latinščino, v nekaterih pokrajinah pa so že začela nastajati narečja.

## Kartažanska Hispanija
Po porazu v prvi punski vojni (264 pr. n. št.–241 pr. n. št.)  in izgubi Sicilije so začeli Kartažani graditi svoj komercialni imperij v Hispaniji.
Glavni del punskih vojn med Kartažani in Rimljani se je dogajal prav na Iberskem polotoku. Leta 201 pr. n. št. so morali Kartažani Hispanijo in večino svojega imperija prepustiti Rimljanom kot del mirovnega sporazuma, sklenjenega  po porazu v drugi punski vojni. Rim je postal dominantna sila na Sredozemlju, kar je pred tem bila Kartagina. Rimljani so po svoje prikrojili kartažansko ime Iberskega polotoka in ga imenovali Ispania. Imenu so kasneje dodali črko H in ga prestavili v množino, da se je glasilo Hispaniae.

## Rimsko  osvajanje Iberskega polotoka
Rimske vojske so napadle Iberski polotok leta 218 pr. n. št. Osvajanja je uspelo dokončati šele cesarju Avgustu v kantabrijskih vojnah leta 19. pr. n. št., se pravi dvesto let kasneje. Do takrat je bila večina Hispanije avtonomna.
Romanizacija je v nekaterih regijah potekla zelo hitro, v drugih pa zelo počasi. Hispanija je bila razdeljena na tri med seboj neodvisne province, v 4. stoletju pa na devet provinc. 500 let je bila del kozmopolitskega sveta, ki ga je povezovala skupna zakonodaja, jezik in rimske ceste. Na Hispanijo so imeli precejšen vpliv prišleki. Cezar je v svojih Državljanskih vojnah zapisal, da so se vojaki iz II. legije v Hispaniji odomačili in se šteli za Hispane.
Nekaj domačega prebivalstva je bilo sprejetega v rimsko aristokracijo in je sodelovalo pri upravljanju provinc in samega cesarstva. Obstajala je tudi lokalna aristokracija, ki je vladala domačim plemenom. Velika posestva (latifundij), ki jih je obvladovala aristokracija, so bila nadgradnja obstoječega iberskega sistem zemljiških posesti.
Rimljani so izboljšali obstoječa mesta, med njimi Lizbono (Olissipo) in Tarragono (Tarraco) in ustanovili  Zaragozo (Caesaraugusta), Mérido (Augusta Emerita) in Valencijo (Valentia). Druga domača mesta so postala malo več kot vasi. Gospodarstvo se je pod rimsko oblastjo razcvetelo. Hispanija je postala žitnica in glavni vir kovin za rimsko tržišče. Iz pristanišč so izvažali zlato, kositer, srebro, svinec, volno,  pšenico, oljčno olje, vino,  ribe in garum. Pridelava poljščin se je zelo povečala z izgradnjo nakakalnih sistemov, od katerih je nekaj še v rabi. Romanizirano ibersko prebivalstvo, v Iberiji rojeni potomci rimskih vojakov in kolonisti so do konca 1. stoletja n. št. dobili polno rimsko državljanstvo. Cesarji Trajan (vladal 98–117), Hadrijan (vladal 117–138) in Teodozij (vladal 379–395) so bili hispanskega porekla. Iberski denariji, med rimskimi vojaki znani kot argentum oscense, so bili v obtoku do 1. stoletja pr. n. št., ko so jih nadomestili rimski kovanci.
V 4. stoletju je galski retorik Latinij Pakat Drepanij, ki je del svojega dela posvetil geografiji, podnebju in prebivalcem Iberskega polotoka, zapisal:
Hispanija proizvaja trde vojake, zelo usposobljene kapitane, plodne govornike, sijajne barde. Je mati sodnikov in knezov; cesarstvu je podarila Trajana, Hadrijana in Teodozija.
V srednjem veku se je ime Hispanija začelo postopoma uporabljati kot skupno ime kraljevin na Iberskem polotoku, vključno z Balearskimi otoki.

### Hispaniae
V prvih fazah romanizacije so Rimljani zaradi upravnih namenov razdelili polotok na dva dela: Prednjo Hispanijo, ki je bila bliže Rimu,  in Zadnjo Hispanijo, ki je bila bolj oddaljena. Meja med njima je bila vijugasta črta, ki je potekala od Cartago Nove (danes Cartagena) do Kantabrijskega morja.
V Zadnjo Hispanijo so spadale sedanja Andaluzija, Portugalska, Ekstremadura, velik del nekdanje pkrajine Castilla la Vieja, Galicija, Asturija in Baskija.
V Prednjo Hispanijo so spadali vzhodni deli nekdanje pokrajine Castilla la Vieja in sedanje pokrajine Aragonija, Valencija, Katalonija in večji del nekdanje pokrajine Castilla la Nueva.
Leta 27. pr. n. št. je general in politik Mark Vipsanij Agripa razdelih Hispanijo na tri dele. Zadnjo Hispanijo je razdelil na Betiko (večinoma Andaluzija) in Luzitanijo z Galicijo in Asturijo. Kantabrijo in Baskijo je priključil k Prednji Hispaniji.
Cesar Avgust se je istega leta odločil, da bo Hispanijo ponovno razdelil, tokrat v naslednje province:
- Provincia Hispania Ulterior Baetica (ali Hispanija Betika) s prestolnico v Cordubi (sedanja Cordoba), v katero je bil vključeno ozemlje, manjše od sedanje Andaluzije, saj vanjo niso spadali sedanja Almeria, velik del sedanje pokrajine Granada in  Jaén in južni del sedanjega Badajoza. Meja med Betiko in Luzitanijo je bila reka Anas (Guadiana).
- Provincia Hispania Ulterior Lusitania (ali Luzitanija) s prestolnico Emerita Augusta (zdaj Mérida) je bila brez Galecije in Asturije.
- Provincia Hispania Citerior (ali Tarakonska Hispanija) s prestolnico Tarraco (Tarragona). Ko je provinca postala zelo pomembna, je bila znana preprosto kot Tarakonska Hispanija, in obsegala Galecijo (sedanja Galicija in severna Portugalska) in Asturijo.

V 3. stoletju je cesar Karakala znova razdelil Hispanijo. Njegova razdelitev je trajala malo časa. Prednjo Hispanijo je razdelil v novi provinci Hispania Nova Citerior in  Asturiae-Calleciae. Leta 238 sta bili provinci znova združeni v Tarakonsko (ali Prednjo) Hispanijo.
V 3. stoletju, krizi in obdobju vojaških cesarjev, so v severozahodnem kotu sedanje Španije, ki je pred tem spadala v Tarakonsko Hispanijo,  ustanovili majhno provinco, v kateri je domovala VII. legija Gemina,  edina rimska legija v Hispaniji. Po Dioklecijanovi reorganizaciji cesarstva v tetrarhijo leta 293 je novoustanovljena dioceza Hispanija postala ena od štirih diocez, v katerih so vladali vikarji. Dioceza je spadala v pretorsko prefekturo Galijo, v katero so po ukinitvi cesarskih tetrarhov pod zahodnim cesarjem s prestolnico v Rimu in zatem v Raveni, spadale tudi province Galija, Germanija in Britanija.
Dioceza s prestolnico Emerita Augusta (Mérida) je obsegala tri konzulske province, Betiko, Galecijo in Luzitanijo, v katerih so vladali konzuli, Kartagensko in Tarakonsko Hispanijo, v katerih so vladali praeses, Balearske otoke, ki so jih  v 4. stoletju odcepili, in severnoafriški provinci Severna Afrika in Tingiška Mavretanija.
V 1. stoletju je v Hispanijo prišlo krščanstvo in postalo v 2. stoletju priljubljeno predvsem v mestih. Na podeželju se je razširilo šele v 4. stoletju, ko je postalo uradna vera Rimskega cesarstva. V Hispaniji se je pojavilo tudi nekaj heretičnih sekt, med katerimi je najbolj izstopalo priscilijanstvo. Večina škofov je ostala zvesta papežu. Ko je v poznem cesarstvu 5. stoletju posvetna oblast razpadla, so cerkveno in posvetno oblast prevzeli škofi. Pomemben instrument stabilnosti po prihodu Vizigotov je postal zbor škofov. Oblast Zahodnega rimskega cesarstva se je končala leta 472.

## Germanska osvojitev Iberskega polotoka
Uničenje rimske Hispanije je bilo posledica vdora štirih plemen, ki so na predvečer novega leta 407 prečkala rimsko mejo na Renu. Po treh letih ropanja in divjanja po severni in zahodni Galiji so se germanski Buri, Svebi in Vandali skupaj s sarmatskimi Alani septembra ali oktobra 409 na prošnjo rimskega uzurpatorja Geroncija prestavili v Iberijo. Z njihovim prihodom se je začel konec rimske Hispanije, ki je zgodil leta 472. Svebi so ustanovili svoje kraljestvo v Galeciji na ozemlju današnje Galicije in severne Portugalske. V drugem delu Galecije so kraljestvo ustanovili alanski zavezniki Vandali Hasdingi. Alani so ustanovili kraljestvo tudi v Luzitaniji v sedanjem Alenteju in Algarvi na Portugalskem. Vandali Silingi so na kratko zasedli dele južne Iberije v provinci Betiki. 
V prizadevanjih za pridobitev izgubljenjega ozemlja  je zahodni rimski cesar Honorij (vladal 395–423) obljubil Vizigotom dom v jugozahodni Galiji, če bodo uničili napadalce v Hispaniji. Vizigoti so izgnali Silinge in Alane, njihovi ostanki pa so se pridružili Vandalom Asdingom, ki so se skupaj s Svebi  naselili najprej na severozahodu in nato  južno od Betike. Zakaj je patricij Konstancij odpoklical Vizigote, ostaja nepojasnjena skrivnost. Vizigoti, ostanki obeh plemen, ki so se jim pridružili, in Svebi  so bili omejeni na majhno ozemlje na severozahodu polotoka. 
Leta 418 je bila morda ponovno ustanovljena dioceza s središčem v Méridi. Rimski poskus pod vodstvom generala Kastorija leta 422, da bi izgnali Vandale iz Cordobe, je bil neuspešen.  Vandali in Alani so leta 429 odšli v Severno Afriko, kar velja za odločilen dogodek, ki je  pospešil propadanje Zahodnega rimskega cesarstva. Njihov odhod je hkrati omogočil, da so Rimljani do leta 439 obnovili svojo oblast a 90% Iberskega polotoka. Po odhodu Vandalov so v severozahodnem kotu polotoka ostali samo Svebi. Rimska vladavina, ki je preživela samo v vzhodnem delu polotoka, se je obnovila v večjem delu Iberije in se obdržala, dokler niso Svebi leta 439 zasedli Méride. Dogodek je sovpadal z vandalsko okupacijo Kartagine konec istega leta.
Rim je leta 446 in 458 ponovno poskušal obnoviti svojo oblast. Uspeh je bil kratkotrajen. Po smrti cesarja Majorijana leta 461 se je rimska oblast sesula in obdržala samo v Tarakonski Hispaniji na severovzhodu polotoka. Vizigoti, ki so imeli svoje kraljestvo v jugozahodni Galiji, so leta 472 osvojili Tarragono in zatem celo provinco. Oblast Svebov so omejili na Galicijo in severno Portugalsko. Leta 484 so za prestolnico svojega kraljestva izbrali Toledo. Več naslednjih vizigotskih kraljev je vladalo v imenu rimskega cesarja. Leta 585 so osvojili svebsko kraljestvo Galicija in prevzeli oblast v skoraj celi Hispaniji.
Sto let kasneje je vzhodnorimski cesar Justinijan I. izkoristil spopad med vizigotskima kraljema Agilo in Atanagildom za prestol in poslal v Iberijo vojsko pod Liberijevim poveljstvom. Bizantinski vojski je uspelo osvojiti samo ozek pas ozemlja ob sredozemski obali. Oblast je bila kratkotrajna.
Pod Vizigoti kultura ni bila na tako visoki ravni kot pod Rimljani. Rimski cilj visokega šolstva je bil pripraviti gospodo, da prevzame odgovorne  položaje v lokalni  in cesarski upravi. S propadom rimskega upravnega sistema na visoki ravni, ki ga na deželni ravni skoraj ni bilo, je vlogo starega vladajočega razreda izobraženih aristokratov in plemstva prevzela Cerkev. Duhovščina je imela dokaj usposobljeno osebje za vodenje višje uprave in je v sodelovanju z lokalnimi ugledniki  postopoma izpodrinila stare mestne svete. Tako kot drugod v zgodnjesrednjeveški Evropi je tudi  Cerkev v Hispaniji veljala za najbolj kohezivno institucijo družbe.
Vizigoti so bili tisti, ki so na Iberskem polotoku uvedli krščanstvo; prvo upodobitev Kristusa v španski verski umetnosti najdemo v vizigotskem domu puščavnikov Santa Maria de Lara. Poosebljali so tudi kontinuiteto rimskega reda. Civilno upravo so še vedno vodili domači Hispano-Rimljani, latinščina pa je ostala  jezik državne uprave in trgovcev.
Vera je bila najbolj dolgotrajen vzrok trenj med kalcedonskim (katoliškim) domorodnim hispansko-rimskimi prebivalstvom in njihovimi arijskimi vizigotskimi gospodarji, ki so prve šteli za heretične. Napetosti so včasih prerasle v odprt upor, ki so ga opozicijske frakcije v vizigotski aristokraciji izkoristile za slabitev monarhije. Leta 589 se je vizigotski vladar Rekared na zboru škofov v Toledu odrekel svojemu arijanstvu in sprejel kalcedonsko (katoliško) krščanstvo, s čimer si je zagotovil zavezništvo med vizigotsko monarhijo in domačim prebivalstvom. Zavezništvo ni bilo zadnje v zgodovini, ki je politično enotnost povezovalo z versko enotnostjo.
Na toledskem dvoru so bili uvedeni dvorni obredi po konstantinopelskem zgledu, s katerimi so razglasili cesarjevo suverenost in enotnost vizigotske države. V kraljestvu so se kljub temu dogajala državljanske vojne, atentati na kralje in uzurpacije oblasti, gospodarji vojne in veleposestniki pa so dobili široka diskrecijska pooblastila. Krvavi družinski spori so ostali brez nadzora. Vizigoti so prevzeli in vzdrževali aparat rimske države, ne pa tudi možnosti, da bi deloval njim v prid. Ker sistem dednega nasledstva prestola ni bi natančno opredeljen, so nasprotujoče si frakcije v notranjih sporih in na kraljevih volitvah spodbujale posredovanje tujcev - Grkov, Frankov in nazadnje muslimanov.
Po pisanju Izidorja Seviljskega je ideja o vizigotski oblasti na celem  Iberskem polotoku šla tako daleč, da se je prvič v zgodovini pojavila fraza Mati Hispanija. Do tega datuma je Hispanija označevala vse dežele na polotoku. V Zgodovini Gotov (Historia Gothorum) je Vizigot Svintila omenjen kot prvi monarh,  ki je Hispanijo obravnaval kot vizigotsko državo.

## Omajadi
Omajadski guverner Tarik ibn Zijad je aprila 711 z vojsko približno 1.700 mož vdrl iz Afrike v južno Hispanijo in v odločilni bitki pri Guadaletetu leta 712 premagal vizigotsko vojsko. Tarikova vojska je  nato dobila okrepitve in v nekaj letih prevzela nadzor nad več kot dvema tretjinama Iberskega polotoka. Druga omajadska vojska, ki je štela 18.000 večinoma arabskih vojakov, je hitro zavzela Seviljo, pri Méridi premagala Roderikove privržence in se pri Talaveri srečala s Tarikovimi četami. Naslednje leto so združene sile nadaljevale pohod proti Galiciji in na severovzhodu Iberskega polotoka zavzele Leon, Astorgo in Zaragozo.
Omajadi so Hispanijo preimenovali v Al Andaluz (arabsko الأندلس‎). Al Andaluz v njegovem največjem obsegu je bil razdeljen na pet upravnih enot. V kronikah in drugih dokumentih iz visokega srednjega veka so bila iz imena Hispanija izpeljana imena Spania, Spania, España in Espanha. Uporabljali so jih kristjani, vendar samo za ozemlje pod muslimansko oblastjo.

## Osvojitev katoliških monarhov
Od sredine 13. do konca 15. stoletja je bila edina preostala domena Al Andaluza Granadski emirat, zadnja muslimanska trdnjava na Iberskem polotoku. Vojni za Granado, v kateri je bil emirat poražen,  je sledila njegova priključitev h Kastiliji. Muslimanska oblast na Iberskem polotoku se je končala.
V zadnjih letih 12. stoletja je celoten Iberski polotok, tako muslimanski kot krščanski, postal znan kot Španija (España, Espanya ali Espanha). Za muslimansko kraljestvo Granada in krščanska kraljestva Aragon, Kastilija, Portugalska in Navara se je začelo uporabljati ime "pet kraljestev Španije".

## Gospodarstvo
Pred punskimi vojnami je bila Hispanija dežela z velikim neizkoriščenim rudnim in kmetijskim bogastvom in primitivnimi gospodinjstvi domačega prebivalstva izven nekaj trgovskih pristanišč ob obali Sredozemskega morja. Po zasedbi Kartažanov in nato Rimljanov se je v Hispaniji zaradi njenih obilnih nahajališč srebra razvilo  cvetoče večstransko gospodarstvo. Več kovin, oljke in oljčno olje iz Betike, soljene ribe, garum in vina so bili najpogostejši proizvodi, s katerimi je Hispanija trgovala po celem Rimskem cesarstvu. Na severozahodu polotoka je bilo najpomembnejše rudarjenje zlata, dokazano na arheoloških najdiščih Las Médulas (Španija) in Casais (Ponte de Lima, Portugalska).

## Podnebje
V tako imenovanem ibersko-rimskem vlažnem obdobju je bilo neobičajno veliko padavin. V rimski Hispaniji je imelo obdobje tri faze: najbolj vlažno obdobje (550 pr. n. št.–190 pr. n. št.), suho obdobje (190 pr. n. št. –150 n. št.) in še eno vlažno obdobje (150–350 n. št.). Leta 134 pr. n. št. se je morala vojska Scipiona Emilijana zaradi ekstremnih temperatur premikati ponoči. Na pohodu je zaradi žeje poginilo več konj in mul.  Pred tem je leta 181 pr. n. št. obilno spomladansko deževje preprečilo Keltiberom, da bi rešili oblegano Contebrio. V 2. stoletju n. št. so tople temperature prevladovale zlasti v gorah vzdolž severne obale, ki jih je prekinila ohladitev okoli leta 155 do 180 n. št. Po približno 200 letih  nihanj se je podnebje začelo ohlajati.

### Klasični viri
- The notitia dignitatum (c. AD 400; one edition online is http://www.intratext.com/IXT/LAT0212/_PJ.HTM#1WJ)
- Strabon. Geographiká. Book III, Iberia.
- Ptolemaj. Geographiké Hyphaégesis (Geografski priročnik).
- Paulus Orosius. Historia adversus paganos.
- Lucius Anaeus Florus. Compendium of Roman History in Epitome of the History of Titus Livius.
- Trogus Pompeius. Historia universal.
- Tit Livij. Ab urbe condita, CXLII.

### Sodobni viri v španskem in portugalskem jeziku
- Altamira y Crevea, Rafael Historia de España y de la civilización española. Tomo I. Barcelona, 1900.
- Aznar, José Camón, Las artes y los pueblos de la España primitiva. Editorial Espasa Calpe, S.A. Madrid, 1954.
- Bosch Gimpera, Pedro; Aguado Bleye, Pedro; Ferrandis, José. Historia de España. España romana, I. Editorial Espasa-Calpe S.A., Madrid 1935.
- García y Bellido, Antonio, España y los españoles hace dos mil años (según la Geografía de Estrabón). Colección Austral de Espasa Calpe S.A., Madrid 1945 (first edition 8-XI-1945).
- Mattoso, José (ur.). História de Portugal. Primeiro Volume: Antes de Portugal, Lisboa, Círculo de Leitores, 1992.
- Melón, Amando. Geografía histórica española Editorial Volvntad, S.A., Tomo primero, Vol. I Serie E. Madrid 1928.
- Pellón, José R. Diccionario Espasa Íberos. Espasa Calpe S.A. Madrid 2001.
- Urbieto Arteta, Antonio. Historia ilustrada de España, Volumen II. Editorial Debate, Madrid 1994.
- El Housin Helal Ouriachen (2009). La ciudad bética durante la Antigüedad Tardía. Persistencias y mutaciones locales en relación con la realidad urbana del Mediterraneo y del Atlántico, Tesis doctoral, Universidad de Granada, Granada.

### Drugi sodobni viri
- Westermann Grosser Atlas zur Weltgeschichte (nemško)
- Hispania